# Cytisus
Cytisus és un gènere de plantes amb flor de la tribu Genisteae de la subfamília Faboideae.

## Taxonomia
Moltes de les espècies d'aquest gènere es coneixen amb el nom de "ginesta".
- Cytisus aeolicus Guss. ex Lindl.
- Cytisus arboreus (Desf.) DC. - ginestell català
- Cytisus ardoini E.Fourn.
- Cytisus baeticus (Webb) Steud.
- Cytisus battandieri
- Cytisus candicans
- Cytisus cantabricus (Willk.) Rchb.f.
- Cytisus caucasicus
- Cytisus commutatus (Willk.) Briq.
- Cytisus ×dallimorei Rolfe (Cytisus multiflorus × Cytisus scoparius 'Andreanus')
- Cytisus decumbens (Durande) Spach
- Cytisus filipes Webb & Berthel.
- Cytisus fontanesii Spach. - botja d'escompissos, ginestera, ginesta
- Cytisus galianoi Talavera & P.E.Gibbs
- Cytisus glabratus Link
- Cytisus grandiflorus DC.
- Cytisus ×kewensis Bean (Cytisus ardoinii × Cytisus multiflorus)
- Cytisus multiflorus (L'Hér.) Sweet - ginestera blanca, ginestera
- Cytisus nigricans L.
- Cytisus oromediterraneus Rivas Mart. et al - ginesta purgant, bàlec
- Cytisus scoparius (L.) Link - ginesta d'escombres
- Cytisus striatus (Hill) Rothm. - ginestell estriat
- Cytisus supranubius (L.f.) Kuntze
- Cytisus valdesii Talavera & P.E.Gibbs
- Cytisus villosus Pourr. - ginesta de sureda
- Cytisus virescens Wohlf.

## Espècies que ja no pertanyen al gènereCytisus
- Cytisus argenteus L., → Argyrolobium zanonii (Turra) P.W. Ball - Citís de Montalegre
- Cytisus laburnum L., → Laburnum anagyroides Medik. - Laburn
- Cytisus sessilifolius L., → Cytisophyllum sessilifolium (L.) O.Lang - ginesta sessilifòlia